# Andrei Voican
Andrei Voican (sinh ngày 14 tháng 1 năm 1991) là một tiền đạo bóng đá người România thi đấu cho đội bóng Liga II Metaloglobus București.